# 南方皇家信天翁
南方皇家信天翁（學名：Diomedea epomophora）是信天翁的一種，平均翼展3公尺，身長123公分，重8.5公斤。南方皇家信天翁曾被認為與北方皇家信天翁為同一種，目前則是被分成2個種。

## 外部連結
- BirdLife Species Factsheet. （页面存档备份，存于）